# Brothers Conflict
Brothers Conflict (ブラザーズ コンフリクト?, Burazāzu Konfurikuto), noto anche come BroCon, è una serie di light novel create da Atsuko Kanase, scritte da Takeshi Mizuno e illustrate da Udajo. Sono state adattate in due videogiochi per PlayStation Portable da Idea Factory, in un manga yonkoma e in una serie televisiva anime. La serie animata di 12 episodi è stata prodotta da Brain's Base e trasmessa tra luglio e settembre 2013. Funimation ha acquisito i diritti nordamericani di streaming per l'anime. Funimation ha pubblicato la serie completa e gli OAV in edizione limitata Blu-ray e DVD l'8 marzo 2016.

## Trama
Ema Hinata - poi conosciuta come Ema Asahina - è la figlia adottiva del famoso uomo d'affari Rintaro Hinata. Un giorno la ragazza scopre che il padre sta per risposarsi con una produttrice di abbigliamento di successo di nome Miwa Asahina. Invece di preoccuparsi del fatto, decide di trasferirsi nel complesso "Sunrise Residence", che è di proprietà di Miwa.
Da lì viene presto a scoprire che si trova ad avere tredici fratellastri. Mentre il tempo passa, pian piano ed uno alla volta, i fratelli sviluppano dei forti sentimenti nei confronti di Ema e cominciano in un certo modo a competere tra di loro per aggiudicarsene l'affetto, indecisi se nascondere oppure esprimere pienamente tali sentimenti.

## Personaggi

### Personaggi principali

I protagonisti nell'anime. Da sinistra a destra: Futo, Iori, Yusuke, Masaomi, Wataru, Subaru, Louis, Ema e sulla sua testa Juli, Natsume, Tsubaki, Azusa, Kaname, Hikaru e infine Ukyo

Ema Asahina (朝日奈 絵麻?, Asahina Ema)
Doppiata da: Rina Satō
Figlia del noto avventuriero Rintaro Hinata, ha 17 anni e frequenta l'ultimo anno di liceo. Dopo che suo padre si risposa va a vivere con i suoi nuovi 13 fratellastri. È molto brava a cuninare ed ora, con la sua nuova famiglia, si sente felice e sicura. Possiede uno scoiattolo parlante di nome Juli, che chiama la ragazza Chi, sempre pronto a dirle che la sua nuova famiglia è un branco di lupi e che deve stare sempre in guardia contro di loro.
Masaomi Asahina (朝日奈 雅臣?, Asahina Masaomi)
Doppiato da: Kazuyuki Okitsu
Il più grande dei fratelli Asahina, ha 31 anni. Pur essendo un medico esperto, sviene alla sola vista del sangue. Ama i bambini, di fatto condivide un legame speciale con il fratello più giovane, Wataru.
Ukyo Asahina (朝日奈 右京?, Asahina Ukyō)
Doppiato da: Daisuke Hirakawa
Il secondo dei fratelli Asahina, ha 28 anni. È un avvocato di successo ed è "l'angelo del focolare" della famiglia, in quanto pulisce, cucina e aiuta gli altri fratelli a studiare. Ha un carattere tranquillo e affidabile, ma in alcuni casi è anche molto loquace.
Kaname Asahina (朝日奈 要?, Asahina Kaname)
Doppiato da: Junichi Suwabe
Il terzo dei fratelli Asahina, ha 27 anni. È un donnaiolo di natura, pur essendo un monaco.
Hikaru Asahina (朝日奈 光?, Asahina Hikaru)
Doppiato da: Nobuhiko Okamoto
Il quarto dei fratelli Asahina, ha 26 anni. È un romanziere crossdresser che ama guardare le attenzioni che i fratelli danno ad Ema. Viaggia molto spesso, di fatto è andato in Italia per raccogliere del materiale per il suo lavoro. In quanto Hikaru sembra sapere che alcuni dei suoi fratelli nutrono dei sentimenti verso Ema, ha creato un diagramma chiamato "Brothers Conflict" che stabilisce la loro "posizione" nel cuore della giovane ragazza, come se fosse un hobby.
Tsubaki Asahina (朝日奈 椿?, Asahina Tsubaki)
Doppiato da: Kenichi Suzumura
Il quinto dei fratelli Asahina, ha 24 anni, ed è gemello di Azusa e Natsume. Lui e suo fratello Azusa, i quali sono gemelli omozigoti, sono dei seiyuu. È di personalità sfacciata e invadente, ma si impegna molto nel suo lavoro, del quale è molto appassionato. Nell'episodio 4 bacia Ema, in quanto dice di essere depresso e che il bacio di una bella ragazza lo avrebbe tirato un po' su. Nell'episodio 6 ribacia la ragazza, oltre a rivelare i sentimenti che prova per lei. Si preoccupa molto per Azusa.
Azusa Asahina (朝日奈 梓?, Asahina Azusa)
Doppiato da: Kōsuke Toriumi
Il sesto dei fratelli Asahina, ha 24 anni, ed è gemello di Tsubaki e Natsume. Come Tsubaki è un seiyuu, tuttavia rispetto a lui è più calmo e meno tenace, di fatto rimprovera sempre il fratello cercando di tenerlo sotto controllo. Nell'episodio 8 dopo aver realizzato ciò che prova, confessa i suoi sentimenti ad Ema.
Natsume Asahina (朝日奈 棗?, Asahina Natsume)
Doppiato da: Tomoaki Maeno
Il settimo dei fratelli Asahina, ha 24 anni, ed è gemello di Tsubaki ed Azusa, sebbene sia nato da un ovulo differente. Lavora in una società di videogiochi, la quale produce uno dei videogiochi preferiti di Ema: "Zombie Hazard". A differenza del resto dei fratelli, vive da solo. Ha un modo schietto di parlare, ma è molto bravo a prendersi cura gli altri. Nell'episodio 9 viene rivelato che nutre dei sentimenti per Ema. Ha due gatti che ha chiamato come i suoi due gemelli: Tsubaki e Azusa.
Louis Asahina (朝日奈 琉生?, Asahina Rui)
Doppiato da: Ken Takeuchi
L'ottavo dei fratelli Asahina, ha 21 anni. È un misterioso e bel parrucchiere, che ha sempre la testa fra le nuvole. È l'unica persona oltre ad Ema a poter comunicare con Juli, al quale promette che proteggerà la ragazza. Nel gioco e nell'anime viene rivelato che è stato adottato e quindi con gli altri fratelli non condivide un legame di sangue, proprio per questo motivo aiuta Ema quando questa scopre che in realtà è stata adottata da suo padre.
Subaru Asahina (朝日奈 昴?, Asahina Subaru)
Doppiato da: Daisuke Ono
Il nono dei fratelli Asahina, compie 20 anni nell'episodio 2 dell'anime. Frequenta il secondo anno all'università ed è molto atletico, di fatto gioca nella squadra di basket della sua università. Non sa come comportarsi con le ragazze e questo fa sì che quando si trova con Ema sia molto teso. Si confessa ad Ema nell'episodio 5.
Iori Asahina (朝日奈 祈織?, Asahina Iori)
Doppiato da: Daisuke Namikawa
Il decimo dei fratelli Asahina, ha 18 anni. All'ultimo anno delle superiori, è molto popolare, tanto da essere conosciuto anche in altre scuole. Iori conosce tutti i fiori e il loro rispettivo significato e spesso li dona ad Ema quando questa si trova in situazioni difficili per farla sentire meglio. Nel gioco ha una fidanzata di nome Fuyuka, che ama molto. Fuyuka purtroppo però muore, rendendo Iori suicida. Iori cerca anche di uccidere il fratello Kaname, per avergli impedito di uccidere se stesso, ma Ema è in grado di prevenire tutto questo intervenendo.
Yusuke Asahina (朝日奈 侑介?, Asahina Yūsuke)
Doppiato da: Yoshimasa Hosoya
L'undicesimo dei fratelli Asahina, ha 17 anni. Studente del secondo anno delle superiori, nonché compagno di classe di Ema, Yusuke è un delinquente dalla personalità virtuosa. Nell'episodio 2 viene rivelato che prima che Ema diventasse sua sorella aveva una cotta per lei a scuola, tuttavia quando la ragazza entra a far parte della famiglia i suoi sentimenti sono confusi.
Futo Asahina (朝日奈 風斗?, Asahina Fūto)
Doppiato da: Kenn
Il dodicesimo dei fratelli Asahina, ha 15 anni. Oltre ad essere uno studente del primo anno delle superiori, è anche un idol conosciuto con il nome di "Asakura Futo". Sfacciato e diabolico, tuttavia egli può essere molto maturo per la sua età. Nell'episodio 6 si trasferisce nella stessa scuola di Ema e Yusuke, lasciandoli sconvolti. Ama prendere in giro Ema dicendole di essere la sua "bella sorella idiota", in seguito però si innamorerà di lei.
Wataru Asahina (朝日奈 弥?, Asahina Wataru)
Doppiato da: Yūki Kaji
Il tredicesimo dei fratelli Asahina, ha 10 anni. Frequenta il quinto anno delle scuole elementari, è dolce e onesto, ma molto viziato. Il suo comportamento viziato può essere dovuto all'eccessiva protezione dei suoi fratelli maggiori. Condivide un legame speciale con Masaomi, un legame che può essere considerato alla stregua dell'affetto che si crea tra padre e figlio.

### Altri personaggi
Juli (ジュリ?, Juri)
Doppiato da: Hiroshi Kamiya
Animale domestico di Ema che possiede la capacità di parlare; tuttavia, solo Ema e Louis possono comprenderlo. È al fianco di Ema sin da quando questa era una bambina e cerca sempre di proteggerla dai suoi nuovi fratelli (che considera dei "lupi") e dalle attenzioni che questi prestano alla giovane ragazza. Chiama affettuosamente la padrona "Chi" e nell'anime appare in sogno ad Ema sotto forma di uomo, per raccontarle la storia di quando è stata adottata e dirle che la ama. In forma di uomo, Juli, appare come un ragazzo bello, elegante e dai lunghi capelli, al quale Hiroshi Kamiya, suo doppiatore, presta una voce più naturale e quindi meno acuta. Sempre nell'anime, con il proseguire degli episodi, Ema tende a dimenticare il suo piccolo amico, come quando dimentica di portarlo con sé durante una gita di famiglia.
Kazuma Sasakura (佐々倉 和馬?, Sasakura Kazuma)
Doppiato da: Kazunori Nomiya
Compagno di classe di Ema e Yusuke, gestisce il progetto della loro classe per il festival culturale della scuola.
Mahoko Imai (今井 真秀子?, Imai Mahoko)
Doppiata da: Saya Shinomiya
Compagna di classe di Ema e Yusuke, nonché migliore amica della prima. È una fan di Futo e si rivolge scherzosamente a Yusuke come "il fratello di Asakura Futo", facendolo arrabbiare.
Chiaki (千秋?, Chiaki)
Doppiato da: Akira Ishida
Collega di Kaname e Ryusei del "Club Buddha". Viene chiamato "Chi" da Kaname.
Ryusei (隆生?, Ryūsei)
Doppiato da: Shō Hayami
Collega di Kaname e Chiaki del "Club Buddha". Da dei consigli ad Ema nell'episodio 10: le dice che l'amore della famiglia è vero amore, il che significa che capisce la situazione attuale della ragazza.
Rintaro Hinata (日向 麟太郎?, Hinata Rintarō)
Doppiato da: Masaki Terasoma
Padre adottivo di Ema, marito di Miwa e patrigno dei 13 fratelli Asahina; Rintaro è un noto avventuriero che viaggia in tutto il mondo.
Miwa Asahina (朝日奈 美和?, Asahina Miwa)
Doppiata da: Kikuko Inoue
Madre dei fratelli Asahina, moglie di Rintaro e matrigna di Ema; Miwa è una donna in carriera che lavora a tempo pieno all'estero.

## Media

### Light novel
Brothers Conflict è una serie di light novel scritta da Takeshi Mizuno, illustrata da Udajo e serializzata dal 22 dicembre 2010 al 21 luglio 2012 sulla rivista Sylph edita da ASCII Media Works per un totale di sette numeri.
Una seconda serie, Brothers Conflict: Second Season, scritta in coppia da Atsuko Kanase e Takeshi Mizuno e sempre con le illustrazioni di Udajo, viene pubblicata dal 22 gennaio 2013.
| Brothers Conflict (7 volumi)                |                   |                        |
| 1                                           | 22 dicembre 2010  | ISBN 978-4-04-870194-5 |
| 2                                           | 22 aprile 2011    | ISBN 978-4-04-870484-7 |
| 3                                           | 22 settembre 2011 | ISBN 978-4-04-870889-0 |
| 4                                           | 22 novembre 2011  | ISBN 978-4-04-870975-0 |
| 5                                           | 21 gennaio 2012   | ISBN 978-4-04-886289-9 |
| 6                                           | 22 marzo 2012     | ISBN 978-4-04-886500-5 |
| 7                                           | 21 luglio 2012    | ISBN 978-4-04-886719-1 |
| Brothers Conflict: Second Season (5 volumi) |                   |                        |
| 1                                           | 22 gennaio 2013   | ISBN 978-4-04-891292-1 |
| 2                                           | 22 giugno 2013    | ISBN 978-4-04-891786-5 |
| 3                                           | 22 agosto 2013    | ISBN 978-4-04-891789-6 |
| 4                                           | 22 novembre 2013  | ISBN 978-4-04-866102-7 |
| 5                                           | 22 febbraio 2014  | ISBN 978-4-04-866255-0 |

### Manga
Brothers Conflict Purupuru è un manga Spin-off derivante dalla light novel, che riunisce tutti i personaggi in forma chibi.
Brothers Conflict feat. Natsume racconta la storia dal punto di vista di Natsume. Un altro manga che racconta la storia dal punto di vista di Yusuke e Futo è Brothers Conflict feat. Yusuke & Futo. Un'altra serie intitolata Brothers Conflict feat. Tsubaki & Azusa narra gli eventi visti con gli occhi di Tsubaki e Azusa.
Brothers Conflict Short Stories è una raccolta di tutte le storie brevi che sono state pubblicate su Sylph e Dengeki Girl’s Style.
| Brothers Conflict Purupuru (2 volumi)              |                   |                        |
| 1                                                  | 22 aprile 2013    | ISBN 978-4-04-891619-6 |
| 2                                                  | 21 settembre 2013 | ISBN 978-4-04-891790-2 |
| Brothers Conflict feat. Natsume (1 volume)         |                   |                        |
| 1                                                  | 22 luglio 2013    | ISBN 978-4-04-891787-2 |
| Brothers Conflict feat. Yusuke & Futo (1 volume)   |                   |                        |
| 1                                                  | 22 gennaio 2014   | ISBN 978-4-04-866253-6 |
| Brothers Conflict feat. Tsubaki & Azusa (1 volume) |                   |                        |
| 1                                                  | 22 luglio 2013    | ISBN 978-4-04-891788-9 |
| Brothers Conflict Short Stories (1 volume)         |                   |                        |
| 1                                                  | 22 febbraio 2013  | ISBN 978-4-04-891294-5 |

### Anime
Una serie televisiva anime di 12 episodi è stata prodotta dalla Brain's Base e diretta da Atsushi Matsumoto. È andata in onda per la prima volta a partire dal 2 luglio 2013. La sigla d'apertura è "BELOVED×SURVIVAL" cantata da Gero, mentre quella finale è "14 to 1" cantata dal cast dei doppiatori dei fratelli Asahina e di Juli, sotto il nome di "Asahina Bros. + Juli". Oltre alla trasmissione in streaming, Funimation ha rilasciato la serie in Blu-ray e DVD l'8 marzo 2016.

#### Episodi
| Nº | Giapponese 「Kanji」 - Rōmaji                     | In onda           | In onda |
| Nº | Giapponese 「Kanji」 - Rōmaji                     | Giapponese        |         |
| 1  | 「第一衝突: 兄弟」 - Dai ichi shōtotsu: Kyōdai    | 2 luglio 2013     |         |
| 2  | 「第二衝突: 混乱」 - Dai ni shōtotsu: Konran      | 9 luglio 2013     |         |
| 3  | 「第三衝突: 約束」 - Dai san shōtotsu: Yakusoku   | 16 luglio 2013    |         |
| 4  | 「第四衝突: 嫉妬」 - Dai shi shōtotsu: Shitto     | 23 luglio 2013    |         |
| 5  | 「第五衝突: 浸水」 - Dai go shōtotsu: Shinsui     | 30 luglio 2013    |         |
| 6  | 「第六衝突: 写真」 - Dai roku shōtotsu: Shashin   | 6 agosto 2013     |         |
| 7  | 「第七衝突: 限界」 - Dai nana shōtotsu: Genkai    | 13 agosto 2013    |         |
| 8  | 「第八衝突: 悪夢」 - Dai hachi shōtotsu: Akumu    | 20 agosto 2013    |         |
| 9  | 「第九衝突: 夢幻」 - Dai kyo shōtotsu: Bijon      | 27 agosto 2013    |         |
| 10 | 「第十衝突: 彼岸」 - Dai Jyu shōtotsu: Higan      | 3 settembre 2013  |         |
| 11 | 「第十一衝突:愛憎」 - Dai jū ichi shōtotsu: Aizō  | 10 settembre 2013 |         |
| 12 | 「第十二衝突:伝奇」 - Dai jūni no shototsu: Denki | 17 settembre 2013 |         |

### Videogiochi
I videogiochi sono stati sviluppati da Idea Factory e pubblicati da Otomate
- Brothers Conflict: Passion Pink (2012) per PlayStation Portable
- Brothers Conflict: Brillant Blue (2013) per PlayStation Portable
- Brothers Conflict: Precious Baby (2016) per PlayStation Vita e Nintendo Switch, raccolta dei due titoli precedenti in versione migliorata